# Sozialpsychiatrische Initiative Xanten

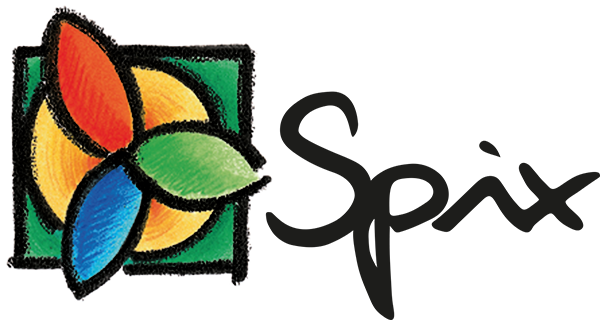
Logo von Spix

Die Sozialpsychiatrische Initiative Xanten e.V. (Spix) ist ein gemeinnütziger Verein in Kostenträgerschaft des Landschaftsverbands Rheinland und der Agentur für Arbeit Wesel mit Sitz in Wesel. 1986 in Xanten gegründet beschäftigte Spix im Jahr 2006 über 80 Fachkräfte in den Bereichen Sozialarbeit, Ergo- und Arbeitstherapie, Psychologie, Pädagogik, Krankenpflege und Arbeitstraining, die in Zusammenarbeit mit niedergelassenen Ärzten, Kliniken, Ämtern und  Beratungsstellen unter anderem ein Sozialpsychiatrisches Zentrum in Wesel und Xanten, zwei Einrichtungen zum Betreuten Wohnen in Wesel und das „Institut für Systemische Forschung und Therapie“ in Xanten betreiben.

## Einrichtungen und Angebote

### Sozialpsychiatrisches Zentrum
Das „Sozialpsychiatrische Zentrum Wesel und Xanten“ (SPZ) richtet sich an Menschen, die von psychischen Beeinträchtigungen, Krankheiten oder Behinderungen betroffen sind. Aufgabe des SPZ ist es, psychisch Kranke, psychisch Behinderte und ihre Angehörigen durch Beratung, Betreuung und Behandlung als eine erste Anlaufstelle zu unterstützen. Dem SPZ angeschlossen sind eine Tagesstätte am Weseler Kaiserring sowie zwei Kontakt- und Beratungsstellen (KBZ) am Weseler Kaiserring und der Xantener Marsstraße. Das Angebot der KBZ richtet sich in Wesel an Menschen aus Wesel, Schermbeck und Hamminkeln, in Xanten an Menschen aus Xanten und Sonsbeck, welche in Wesel an fünf und in Xanten an drei Tagen jeder Woche an einem offenen Treff teilnehmen können. Die Angebote der Tagesstätte richten sich speziell an schwer psychisch Behinderte und erwachsene Menschen mit chronischen Krankheitsverläufen, für die ohne diese Angebote der Aufenthalt in einer Klinik notwendig wäre. Nach einer Eingewöhnungsphase sieht der Versorgungsplan der Tagesstätte eine Anwesenheitspflicht der Betreuten an mindestens drei von fünf Wochentagen sowie die entsprechend den Möglichkeiten des Betreuten aktive Beteiligung an den angebotenen Aktivitäten vor. Mit der Initiative „STOP“ zählt auch eine Beratungsstelle für psychotraumatisierte Menschen zum Arbeitsgebiet des SPZ. Durch den gemeindepsychiatrischen Verbund mit dem Caritasverband soll eine flächendeckende Versorgung des gesamten Kreisgebiets gewährleistet werden.

### Werkstatt für psychisch behinderte Menschen
In Zusammenarbeit mit der „Lebenshilfe Unterer Niederrhein“ betreibt Spix eine Werkstatt für psychisch behinderte Menschen an der Bocholter Straße in Wesel, die Menschen aus dem nördlichen Kreis Wesel, die bedingt durch ihre psychische Erkrankung dem allgemeinen Arbeitsmarkt nicht, noch nicht oder nicht mehr zur Verfügung stehen, einen auf seine Belange zugeschnittenen Arbeitsplatz anbietet. Gilt die Arbeit in der Werkstatt als angemessene Rehabilitationsmaßnahme, wird in einem zwischen vier Wochen und drei Monate dauernden Eingangsverfahren über die Möglichkeit einer Eingliederung in den Berufsbildungsbereich der Werkstatt entschieden, der beispielsweise Garten- und Landschaftspflege oder Fahrradinstandsetzung umfassen kann. Nach Beendigung des zweijährigen Berufsbildungsbereichs erhalten in den Arbeitsmarkt Gewechselte dort eine monatliche Vergütung, die aus dem erzielten Arbeitsergebnis gezahlt wird; darüber hinaus wird ein monatliches Arbeitsförderungsgeld gezahlt. Eine Entlohnung während der Berufsbildung durch Spix findet nicht statt, stattdessen wird durch den jeweiligen Kostenträger ein monatliches Ausbildungs- beziehungsweise Übergangsgeld gezahlt.

### Integrationsarbeit
Der seit 2005 unter Verantwortung des Integrationsamtes stehende Integrationsfachdienst bietet eine für Arbeitgeber und behinderte Arbeitssuchende kostenlose Vermittlung von Arbeitskräften und -plätzen sowie eine Betreuung der vermittelten Arbeitnehmer an. Im Falle einer Beauftragung durch die Agentur für Arbeit erhält der Integrationsfachdienst für die erfolgreiche Vermittlung von schwerbehinderten arbeitslosen Menschen eine Prämie. Hauptaufgabe des Integrationsfachdienstes ist die Bewertung und Einschätzung der Arbeitssuchenden, die Klärung des zuständigen Leistungsträgers, die Beratung von Betrieben über Art und Auswirkung von Behinderungen sowie die Begleitung und ggf. Betreuung der vermittelten Arbeitnehmer insbesondere während der Einarbeitung. Neben der Hauptstelle des Fachdienstes an der Weseler Augustastraße bestehen zwei Vermittlungsbüros in Wesel und Dinslaken.

### Betreutes Wohnen
Spix bietet seit 1989 psychisch erkrankten Menschen die Möglichkeit des Betreuten Wohnens. Ziel ist es stationäre und teilstationäre Aufenthalte zu verkürzen oder zu vermeiden, wozu drei Möglichkeiten des Betreuten Wohnens für unterschiedliche Zielgruppen unterhalten werden. Neben der Betreuungsform in Wohngemeinschaften für zwei Personen oder in der eigenen Wohnung existieren insbesondere die Einrichtungen „Haus Alia“ an der Salzwedeler Straße und „Haus Vivaldi“ an der Friedensstraße in Wesel. Während das letztere Angebot weitestgehend an chronisch Kranke aus dem Kreis Wesel gerichtet ist, stellt das „Haus Alia“ eine Einrichtung für Menschen mit zusätzlicher Suchtproblematik, Behandlungsunwillige und Menschen mit hohem Autonomiebedürfnis sowie starken Verhaltensauffälligkeiten dar.

### Institut für Systemische Forschung und Therapie
Das „Institut für Systemische Forschung und Therapie“ in Xanten bietet zum einen die Möglichkeit zur berufsbegleitenden Ausbildung im Bereich Systemische Therapie und Beratung, zum anderen Supervisionen in gemeindepsychiatrischen Einrichtungen, Schulen und Beratungsstellen. Hauptaufgabe des Instituts ist jedoch der Forschungsbereich, in dem insbesondere die bisherigen Projekte „Regionale Runde Tische zur Qualitätssicherung“, ein durch das Land Nordrhein-Westfalen ausgezeichnetes Konferenzmodell zur regionalen Qualitätssicherung und Bedarfsplanung zwischen psychiatrischen Einrichtungen und Klienten, Angehörigen und Kostenträgern, „Jugendliche BesucherInnen im Archäologischen Park Xanten - Gewaltintervention und Gewaltprävention“, ein Projekt zur Erforschung jugendlicher Gewalt unter Beteiligung des Archäologischen Parks Xanten, und Begleitforschung zum unter Betreutes Wohnen beschriebenen „Haus Alia“ in Zusammenarbeit mit der Fachhochschule Bochum, zu nennen sind.